# Юйчэн (Дэчжоу)
Юйчэ́н (кит. упр. 禹城, пиньинь Yǔchéng, буквально: «город Ю́я») — городской уезд городского округа Дэчжоу провинции Шаньдун (КНР).

## История
При империи Цинь в 221 году до н.э. здесь был создан уезд Чжукэ (祝柯县). После основания империи Хань он был в 196 году до н.э. переименован в Чжуэ (祝阿县). Во времена диктатуры Ван Мана уезд был переименован в Аньчэн (安城县), но при империи Восточная Хань ему было возвращено название Чжуэ. При империи Тан в 742 году в память о том, как Великий Юй усмирил потоп, уезд был переименован в Юйчэн. При империи Цзинь в 1130 году восточная часть уезда была выделена в отдельный уезд Цихэ.
В 1950 году был образован Специальный район Дэчжоу (德州专区), и уезд Юйчэн вошёл в его состав. В 1956 году Специальный район Дэчжоу был расформирован, и уезд Юйчэн перешёл в состав Специального района Ляочэн (聊城专区). В 1958 году уезд Юйчэн был присоединён к уезду Гаотан. В 1961 году Специальный район Дэчжоу был воссоздан, и воссозданный уезд Юйчэн вновь вошёл в его состав. В 1967 году Специальный район Дэчжоу был переименован в Округ Дэчжоу (德州地区).
В 1993 году уезд Юйчэн был преобразован в городской уезд.
Постановлением Госсовета КНР от 17 декабря 1994 года были расформированы город Дэчжоу и округ Дэчжоу, и образован городской округ Дэчжоу.

## Административное деление
Городской уезд делится на 1 уличный комитет, 8 посёлков и 2 волости.